# دختر سادهٔ معصوم
دختر سادهٔ معصوم (انگلیسی: A Small Town Girl) یک فیلم به کارگردانی آلن دوان است که در سال ۱۹۱۵ منتشر شد. از بازیگران آن می‌توان به لان چینی، پالین بوش، و روپرت جولیان اشاره کرد.